# Roussines (Charente)
Roussines is een gemeente in het Franse departement Charente (regio Nouvelle-Aquitaine) en telt 301 inwoners (1999). De plaats maakt deel uit van het arrondissement Confolens.

## Geografie
De oppervlakte van Roussines bedraagt 16,3 km², de bevolkingsdichtheid is 18,5 inwoners per km².
De onderstaande kaart toont de ligging van Roussines (Charente) met de belangrijkste infrastructuur en aangrenzende gemeenten.

## Demografie
Onderstaande figuur toont het verloop van het inwonertal (bron: INSEE-tellingen).